# Sailor Moon S The Movie - Il cristallo del cuore
Sailor Moon S The Movie - Il cristallo del cuore (劇場版 美少女戦士セーラームーン Ｓ?, Gekijōban Bishōjo senshi Sērā Mūn S, lett. "La bella guerriera Sailor Moon S - Versione cinematografica"), è un film del 1994 diretto da Hiroki Shibata.
È il secondo film d'animazione tratto dalla saga di Sailor Moon di Naoko Takeuchi, legato alla serie Sailor Moon S, in particolare allo special pubblicato nel volume numero 11, L'amante della principessa Kaguya, uscito nella nuova versione del volume Story Collection Volume 2 (ISBN 4-06-334915-2, settembre 2004). Il sottotitolo in inglese Hearts in Ice con cui è internazionalmente noto, deriva dall'edizione statunitense.
Il film si basa sul Taketori monogatari (lett. "Il tagliatore di bambù", fiaba tradizionale giapponese che narra appunto della principessa della Luna, Kaguya che viene adottata da un tagliatore di bambù) e sulla storia dell'astronauta Himeko Nayotake (il cui nome vuol dire appunto "Principessa della canna di bambù che risplende nella notte") fidanzata dell'astronomo Kakeru. (Luna stessa, una volta presa forma umana, dirà a Kakeru che lui deve vivere per tornare dalla sua Principessa Himeko).

## Trama
Una misteriosa entità aliena si sta dirigendo verso la Terra, con l'intenzione di congelarla completamente. Ma un cristallo utile a questo scopo viene perso e si stacca dalla cometa principale. Il cristallo viene ritrovato da Kakeru Ozora, un giovane astronomo di salute cagionevole, diventato amico della gattina Luna, dopo averle salvato la vita da un incidente d'auto. La vicinanza al cristallo fa precipitare ulteriormente le condizioni del giovane, e Luna decide di aiutarlo con l'aiuto delle Guerriere Sailor che intanto stanno avendo il loro da fare con le terribili Snow Dancers, che hanno il compito di congelare la Terra. Tale entità è proprio la cometa osservata da Kakeru, la Princess Snow Kaguya, già respinta una volta al tempo del Silver Millennium dal potere del Cristallo d'Argento.

## Personaggi
Kakeru Ozora (宇宙翔?, Ōzora Kakeru, in Italia Alan)
È un brillante giovane astronomo, ossessionato dalla vista di una cometa. Salva Luna da un incidente d'auto e tra i due nasce una sorta di legame. La fidanzata Himeko, che deve partire per lo spazio, non crede alla cometa vista dal ragazzo, e i due si dividono, per poi riconciliarsi alla fine del film.
Himeko Nayotake (名夜竹姫子?, Nayotake Himeko)
La fidanzata di Kakeru e sua amica d'infanzia, non crede alla cometa vista dal ragazzo, ma vedendo Princess Snow Kaguya capisce che il ragazzo non mentiva e i due alla fine si riconciliano.
Princess Snow Kaguya (プリンセス・スノー・カグヤ?, Purinsesu Sunō Kaguya, in Italia Principessa Neve di Luna)
Il nemico del film a cui Kakeru dà questo nome, è una potente creatura aliena che congela pianeta in pianeta, da aggiungere alla sua collezione. Sulla Terra, le Guerriere Sailor le impediscono di distruggerla, grazie al potere del Cristallo d'Argento.
Snow Dancers (スノーダンサー?, Sunō Dansā, in Italia Ballerine di Neve)
Creature fatte di ghiaccio dalle sembianze femminili, sono al servizio di Princess Snow Kaguya. Hanno il potere di trasformare gli esseri umani in blocchi di ghiaccio. Ogni volta che vengono distrutti dalle Guerriere Sailor, si moltiplicano.

## Colonna sonora

### Sigle
Sigla di apertura
Moonlight densetsu (ムーンライト伝説? lett. "La leggenda della luce lunare"), di Moon Lips
Sigla di chiusura
Moonlight Destiny, di Hiroko Asakawa
Sigla di apertura e di chiusura italiana
Sailor Moon e il cristallo del cuore, di Cristina D'Avena

## Adattamento italiano
Il film è stato inizialmente trasmesso su Rete 4 subito dopo la serie Sailor Moon e il cristallo del cuore, diviso in tre episodi speciali dal titolo Luna trova un amico, Pericolo glaciale e La Principessa Neve di Luna.
L'adattamento è stato curato da Deneb Film, mantenendo le voci uguali alla serie animata e il nome e la nazionalità originale di Himeko, difatti ad inizio del film si sente l'annunciatore televisivo dire: "Per la spedizione di ricerca lunare organizzata dalla NASA e denominata Progetto Luna 2000 (Lunar Frontier Project in originale) è stata scelta una donna. Si tratta di un'astronauta giapponese, Himeko Nayotake.".
Viene eliminato ogni riferimento al Cristallo d'Argento, sostituito dalla terza serie con Cristallo del Cuore, nonostante sia la base di tutte le trasformazioni e poteri di Sailor Moon e quindi ogni riferimento al Silver Crystal Power, potere leggendario del Cristallo d'Argento che nasce dal potere dell'amore e dall'amicizia, divenuto nell'adattamento italiano Potere del Cristallo del Cuore.
Il 14 giugno 2010 il lungometraggio è stato ritrasmesso su Hiro con il titolo Sailor Moon e il Cristallo del Cuore, senza censure video e con la sigla italiana della terza serie. In seguito è stato replicato su Italia 1 il 25, il 28 febbraio e il 1º marzo 2011 nuovamente scisso in tre parti.

### Errori dell'adattamento italiano
- Artemis afferma che già durante il suo primo attacco la cometa è stata respinta dal potere del Cristallo del Cuore, nonostante utilizzi come sempre il Cristallo d'Argento.

## Distribuzione
In Italia il film è stato distribuito in DVD dalla Dynit con il titolo Sailor Moon S The Movie - Il cristallo del cuore; quest'edizione contiene la traccia audio italiana e quella giapponese con l'aggiunta di sottotitoli fedeli all'originale. L'uscita, prevista inizialmente per il 21 settembre 2011 insieme a quello del primo film e al box della seconda stagione, è stata in seguito spostata al 23 novembre 2011, a causa di ritardi nella consegna dei materiali.